# Liceo scientifico statale Giovanni Da Procida
Il liceo scientifico statale Giovanni Da Procida di Salerno è stato fondato dopo la nel 1926 col nome di "Regio Liceo Scientifico di Salerno", e nel 1928 fu intitolato al medico salernitano Giovanni Da Procida.
Oggi il liceo vanta tre diversi indirizzi di studio: liceo scientifico tradizionale, liceo scientifico opzione scienze applicate e liceo delle scienze umane opzione economico-sociale.

## Storia
Il liceo Giovanni Da Procida, dopo il liceo classico Torquato Tasso, è il liceo più antico di Salerno.